# Golczewo
Golczewo (niem.  Gülzow) – miasto w północno-zachodniej Polsce, w województwie zachodniopomorskim, w powiecie kamieńskim, siedziba gminy miejsko-wiejskiej Golczewo. Położone na Równinie Gryfickiej, nad Jeziorem Okonim i Jeziorem Szczuczym i przepływającą przez nie rzeką Niemicą.
31 grudnia 2010 r. miasto miało 2708 mieszkańców.

## Położenie

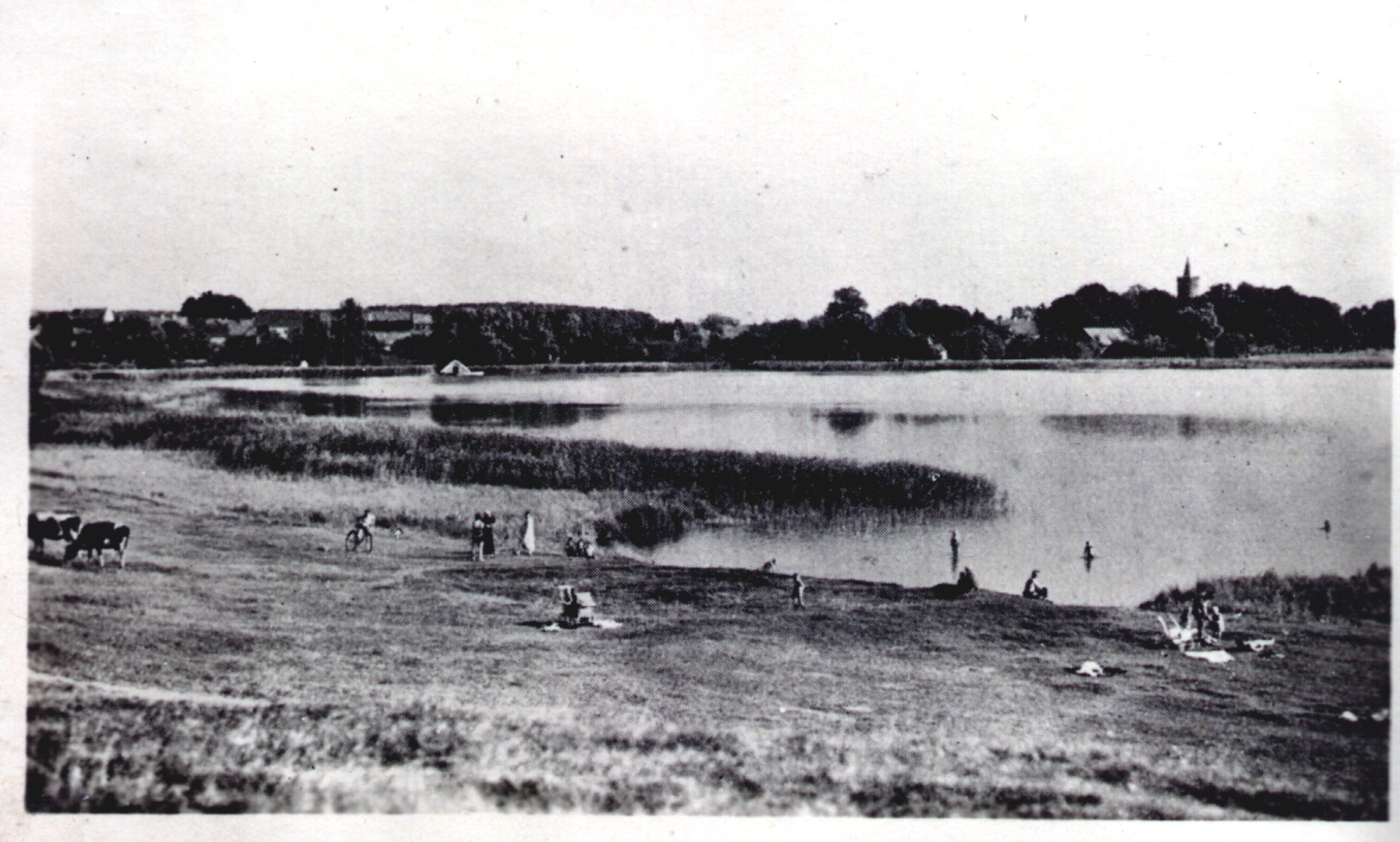
Jezioro Okonie w Golczewie w latach 20–30 XX wieku. Widok z ulicy Kamieńskiej

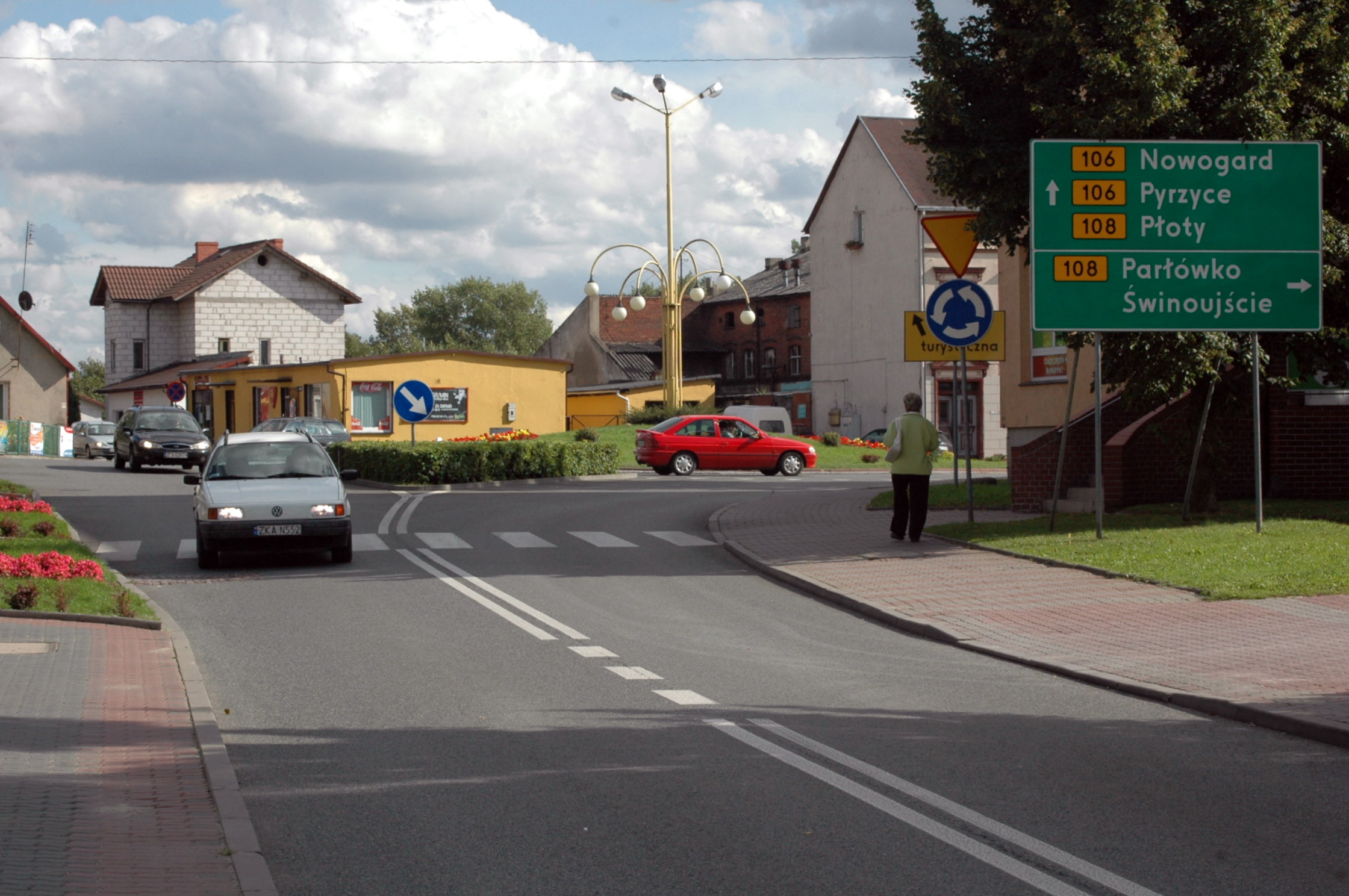
Przez Golczewo biegnie droga wojewódzka nr 106

Miasto znajduje się w północno-zachodniej części woj. zachodniopomorskiego. Golczewo jest położone w południowo-zachodniej części Równiny Gryfickiej. W granicach administracyjnych miasta znajdują się dwa większe zbiorniki wodne: Jezioro Okonie i Jezioro Szczucze, przez które przepływa rzeka Niemica. Główna zabudowa Golczewa mieści się na wschodnich brzegach obu jezior.
Według danych z 1 stycznia 2009 powierzchnia miasta wynosi 7,42 km².
Częściami miasta są: Golczewko, Golczewo-Młyn i Rybaki. Układ miejski tworzą 29 ulic i 2 osiedla mieszkaniowe.
Golczewo położone jest przy drodze wojewódzkiej nr 106 (Rzewnowo – Stargard – Pyrzyce).

## Nazwa
Nazwa miejscowości pochodzi od staropolskiej nazwy Golesz, co oznacza „goły”, „golec”. Na przestrzeni czasu nazwa Golczewo zamieniała swoje brzmienie:
- 1304 – Gulzow[6]
- 1315 – Gulsow, Gulsowe[6]

Obecna nazwa nawiązuje do niemieckiej nazwy Gülzow

## Historia
| - IX wiek – nad jeziorami Górnym i Dolnym powstało grodzisko, chroniące od południa dawne państwo Słowian – Wolin - IX-XIII wiek – twierdza przekształcona została w solidny zamek, wokół którego powstała słowiańska osada - XIV wiek – dokument z 15 lipca 1304 roku informuje o sprzedaży zamku przez dwóch rycerzy biskupowi kamieńskiemu Henrykowi von Wacholz za zgodą księcia szczecińskiego Bogusława IV - 1405 r. – zamek przeszedł we władanie książąt pomorskich - 1436 r. – książę szczeciński ponownie przekazał zamek biskupom kamieńskim - 1454 r. – synod biskupów w Golczewie - 1520 r. – zamek kilkakrotnie był odwiedzany przez księcia Bogusława X - 1684 r. – Golczewo wraz z całym biskupstwem przeszło we władanie Marchii Brandenburskiej - XVIII wiek – Golczewo spełniało wszystkie funkcje ośrodka miejskiego. Posiadało 40 domów, liczyło kilkuset mieszkańców. Trudnili się oni rolnictwem, rzemiosłem i handlem. Liczne przywileje otrzymali tutejsi rzemieślnicy: krawcy, tkacze, siodlarze, kowale i płatnerze. Zamek uległ zniszczeniu, z opisu z 1784 roku wynika, że jest już kupą gruzów. Pozostała tylko wieża. - XIX wiek – Miasto liczyło ponad 1000 mieszkańców (w roku 1876 – 1300). Zabudowa osady była skrzyżowaniem budownictwa miejskiego z tradycyjną zabudową wiejską. W tym czasie odbywały się w Golczewie liczne targi drewnem, bydłem i końmi. Specyficzną cechą rzemiosła w tamtym czasie była produkcja łodzi dla potrzeb rybactwa z osad nad Zalewem Szczecińskim i Dziwną. Mieszkańcy trudnili się również spławem drewna Niemicą. - 1945 r. – podczas działań wojennych zniszczonych zostało 40 procent miasta, wiele zakładów przemysłowych i rzemieślniczych. Miejscowość została włączona do Polski. Jej dotychczasowych mieszkańców wysiedlono do Niemiec. Przez krótki okres administracja polska używała nazw Goleszewo oraz Goliszewo, jednak ostatecznie ustaloną ją w obecnej formie. - do 1945 r. w prowincji Pomorze, w rejencji szczecińskiej. W latach 1946–1998 Golczewo należało do województwa szczecińskiego. W latach 1954–1959 miasto było siedzibą gromad Golczewo I i Golczewo II, które zostały połączone tworząc gromadę Golczewo. - 1 stycznia 1990 r. – ze względu na miejski charakter funkcjonalno-przestrzenny, Golczewo uzyskało prawa miejskie. |

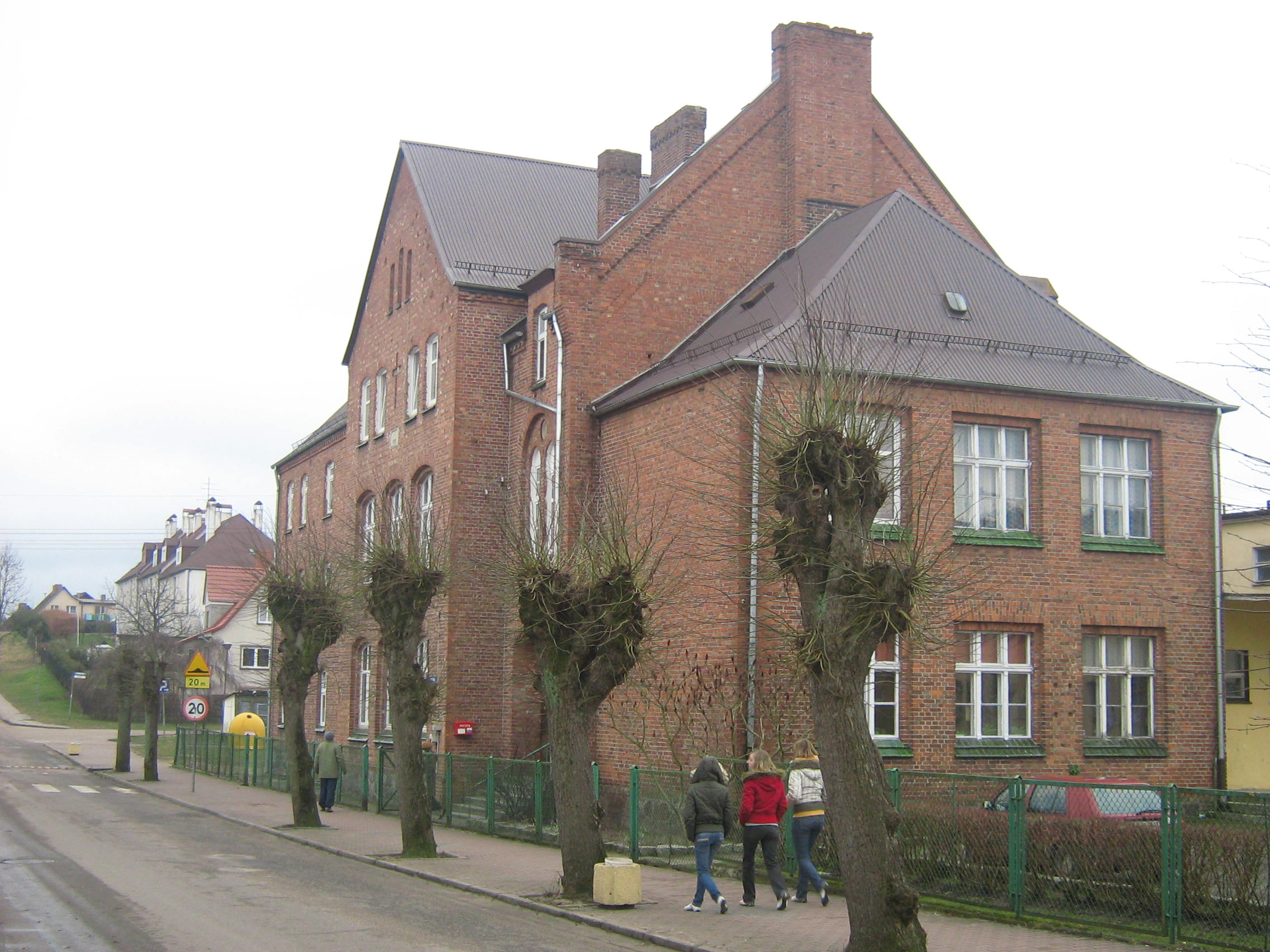
Pierwsza golczewska szkoła (ul. Szkolna)

W IX i X wieku na terenach Golczewa i okolic występowały gleby bielicowe pokryte warstwą żyznej próchnicy, które nadawały się do uprawy. Obszar został włączony do państwa polskiego przez Mieszka I ok. 967 roku. Za sprawą biskupowi kamińskiemu Hermannowi von Gleichen na ziemiach tych zaczęli pojawiać się osadnicy niemieccy z Brandenburgii. Wskutek działań księcia Bogusława IV i Ottona I, właścicielami Golczewa zostali lennicy Wulvekin Smeling (Schmeling) i Echard Wedelstedt (Wedelstädt). Przypuszczalnie około 1284 roku zbudowali oni na niewielkim wzgórzu między jeziorami Szczuczym i Okonim niewielki zamek, a w roku 1304 do zamku dobudowano wieżę. Golczewo położone jest w połowie drogi między Nowogardem, a Kamieniem Pomorskim.
Pierwsza wzmianka o Golczewie pochodzi z dokumentu castrum Gülzow z 1304 roku, w którym to biskup kamieński Heinrich Wacholz nabył zamek golczewski od Wulvekina Smelinga i Echarda Wedelstedta za 1200 marek. W celu zabezpieczenia transakcji wpłacił zaliczkę w wysokości 500 marek, co umożliwiło dotychczasowym właścicielom pozostanie w zamku.
W 1308 roku atak Brandenburczyków na Kamień i pożar, który zniszczył zabudowania przykatedralne wraz z katedrą, zmusiły biskupa i kanoników do opuszczenia Kamienia. Biskup Heinrich Wacholtz, w obliczu trudnej sytuacji, przeniósł swoją siedzibę do zamku w Golczewie, położonego 20 kilometrów na południowy wschód od Kamienia. Stał się tym samym pierwszym biskupem kamieńskim, który zamieszkał w zamku w Golczewie, pozostawiając nowo mianowanego sufragana w Kamieniu i odwiedzając katedrę jedynie w dni świąteczne.
Biskup kamieński Friedrich von Eickstedt, urzędujący w latach 1330–1343, po zastawieniu wsi Lędzin w dawnej części województwa koszalińskiego, zdołał spłacić kolejną ratę w wysokości 300 marek w 1331 roku. Co do pozostałych 400 marek, nie ma pewności, czy zostały również uregulowane. Niemniej jednak, obecność biskupów w zamku golczewskim została odnotowana w dokumentach z lat 1315, 1354, 1355 i 1363, choć formalnie użytkownicy to nadal byli Wedelstedtowie. W kolejnych dwóch wiekach zamek, wraz z przyległym majątkiem, często zmieniał właścicieli, będąc źródłem ciągłych długów, sporów, zastawów i procesów.
W owym czasie do klucza golczewskiego należały również Drzewica, Kłęby, Unibórz, Niemica, Upadły, Gadom oraz nieco dalej położone Przybiernów, Miodowice i Zabierzewo.
Trudności finansowe biskupa Johanna I zostały rozwiązane poprzez zastawienie zamku golczewskiego kapitule katedralnej w 1363 roku. W 1385 roku biskup Filip von Rehberg odebrał zastaw od kapituły, przekazując go zaufanemu archidiakonowi, Filipowi von Helpte z Uznamia. Ten spłacił część długów biskupa, jednak pierwsi wierzyciele, Flemmingowie, zrezygnowali w 1402 roku z roszczeń do 6000 marek pożyczonych biskupowi, w zamian za przejęcie zamku w Golczewie. W 1406 roku zamek został sprzedany księciu Bogusławowi VIII, który był pretendentem do tronu biskupiego, za dwukrotnie wyższą cenę. W ten sposób Golczewo stało się własnością konkurencyjnego biskupa, który toczył spory z biskupem od 1392 roku do swojej śmierci w 1417 roku.
Sprawa prawa do zamku stała się głośna poza granicami księstwa, a proces toczył się nawet na soborze w Konstancji. Mimo interwencji cesarza Zygmunta Luksemburskiego sprawa nie została rozstrzygnięta. Dopiero w 1436 roku kapituła odzyskała zamek, ale wkrótce znowu musiała go zastawić, tym razem hrabiemu Otto von Ebersteinowi z Nowogardu, Ludwikowi z Maszewa i Kurtowi Flemmingowi, aby uwolnić pojmanego biskupa Henninga Ivena w trakcie walk ze Schliefenami z Kołobrzegu, wspieranymi przez księstwo meklemburskie. W 1454 roku na zamku odbył się synod biskupi. Do 1500 roku kapituła i biskup spłacili długi, a do czasu sekularyzacji dóbr kościelnych w 1810 roku zamek pozostawał własnością kapituły, służąc biskupom jako letnia rezydencja. W okresie po 1534 roku zamek wszedł w skład dóbr książęcych.
W roku 1637 na zamku w Golczewie zamieszkał ostatni protestancki biskup kamieński, Ernest Bogusław de Croy. W rezydencji biskupów kamieńskich w Golczewie, 6 listopada 1669 roku, podpisał akt fundacyjny organów dla katedry kamieńskiej, finansując budowę nowych organów na własny koszt. Po jego śmierci w 1684 roku, na podstawie umowy z 1650 roku z Wielkim Elektorem, zamek przeszedł w posiadanie Brandenburgii, a władze Golczewa zarządzały nim. Opuszczony zamek stopniowo ulegał niszczeniu, a rozbiórki murów (z wyjątkiem wieży) miały miejsce po 1812 roku. Resztki zamku przeszły w prywatne ręce, ale z polecenia Fryderyka Wilhelma IV państwo odkupiło wieżę zamkową. Na końcu XIX wieku jedyną ocaloną częścią zamku był cylindryczna wieża strażnicza, poddana gruntownej renowacji w latach 1895–1929.
W okresie protestantyzmu, w latach 1653–1816 Golczewo pełniło funkcję siedziby synodu, odpowiednika dekanatu w kościele katolickim. Do Synodu należały kościoły w Bodzęcinie, Wodzisławiu, Łożnicy, Przybiernowie, Upadłym, Mechowie, Samlinie i Niemicy. Po rozwiązaniu synodu, część kościołów została włączona do synodów w Wolinie i Goleniowie, zaś Golczewo wraz z kościołami w Upadłym, Mechowie, Samlinie i Niemicy znalazło się w Synodzie w Nowogardzie.

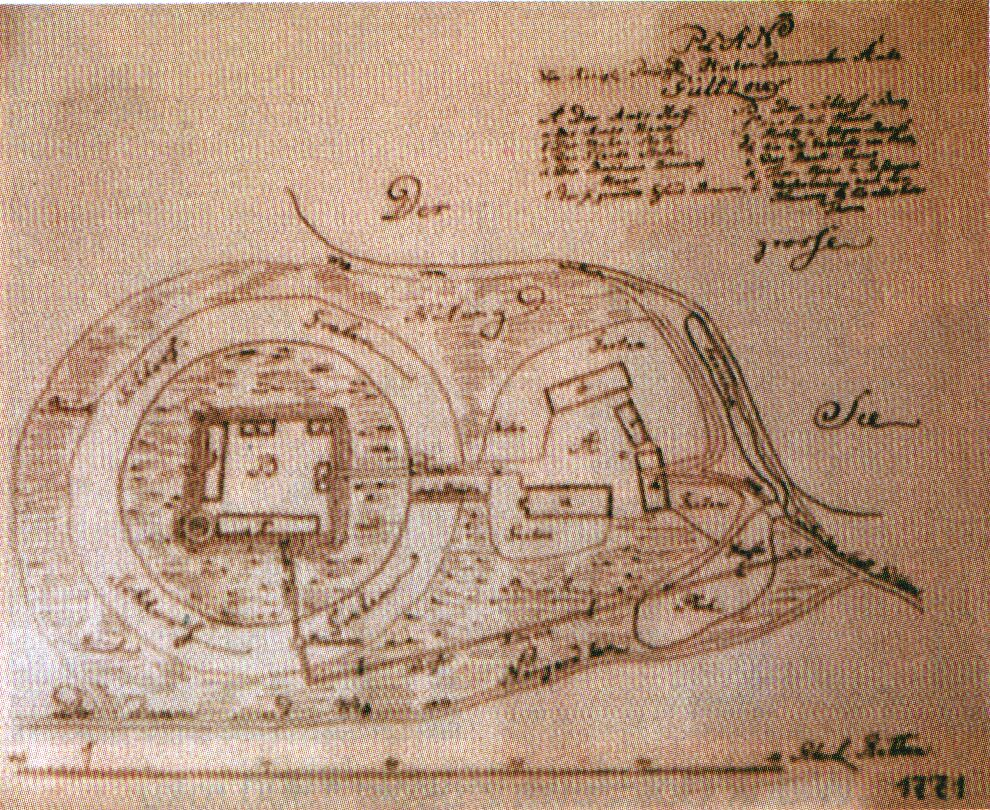
Plan zamku golczewskiego z 1771 roku

W 1732 roku Golczewo liczyło zaledwie 36 domów mieszkalnych, jednak w kolejnych wiekach nastąpił wyraźny rozwój gospodarczy osiedla. Rzemieślnicy, tacy jak krawcy, tkacze, siodlarze, stolarze, kowale, tokarze i płatnerze rozwijało się, a pobliskie lasy były wykorzystywane do eksploatacji drzewa, które spławiano Niemicą do Zalewu Szczecińskiego. Rozwijano także produkcję łodzi z tego budulca. Mieszkańcy utrzymywali się głównie z rolnictwa i handlu płodami rolnymi. W XIV wieku istniał młyn wodny i kuźnie, a w XV wieku zbudowano kościół, który był później przebudowywany. Nie jest pewne, czy Golczewo miało prawa miejskie w średniowieczu, choć zachowała się pieczęć z XIV wieku z herbem przedstawiającym gryfa pomorskiego, symbolizującego przynależność do książąt pomorskich.
Golczewo miało już w XV wieku regularne połączenia z innymi miejscowościami. W 1490 roku cesarz Fryderyk III utworzył regularne przewozy osób konno, powozami i saniami, czyli pocztę. W 1722 roku powstała linia Berlin – Nowogard, a niedługo potem dyliżanse pocztowe przejeżdżały przez Golczewo dwa razy dziennie, łącząc miejscowość z Kamieniem, Nowogardem, Stargardem, Szczecinem i Berlinem. W 1840 roku powstało towarzystwo akcyjne budowy linii kolejowej Berlin – Szczecin, otwartej w 1843 roku przez króla pruskiego Fryderyka Wilhelma IV. Koleje, zarówno normalnotorowe, jak i wąskotorowe, miały duże znaczenie dla rozwoju Golczewa, umożliwiając transport różnych towarów.

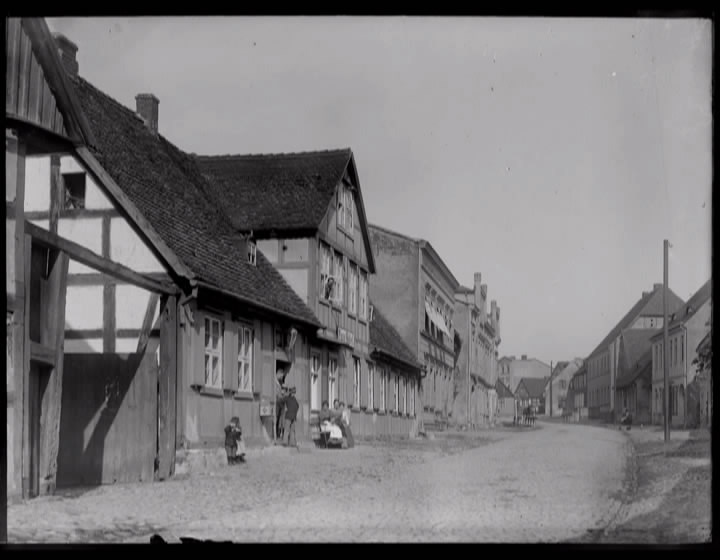
Ulica Zwycięstwa (dawniej Unterstrasse) w Golczewie na początku XX wieku

W czasie II wojny światowej, w latach 1941–1945, Golczewo było miejscem pracy przymusowej dla jeńców radzieckich, którzy budowali obiekty podziemne i baraki. 
Golczewo zostało zdobyte 6 marca 1945 roku przez wojska radzieckie I Frontu Białoruskiego pod dowództwem marszałka Gieorgija Żukowa oraz I Armię Wojska Polskiego, dowodzoną przez generała Stanisława Popławskiego, która była częścią tego frontu. W wyniku działań wojennych około 40 procent zabudowy miejscowości uległo zniszczeniu. 
Po wojnie miejscowość nosiła nazwę Goliszewo, ale później przywrócono nazwę Golczewo. Golczewo rozwinęło się w ośrodek administracyjny i przemysłowy, a liczba ludności wzrosła, wynosząc w 1989 roku 2400 mieszkańców.
1 stycznia 1990 roku z liczbą mieszkańców 2824, na mocy uchwały Rady Ministrów Rzeczypospolitej Polski z dnia 11 grudnia 1989 roku, Golczewo zdobyło status miasta.

## Architektura

### Zabytki

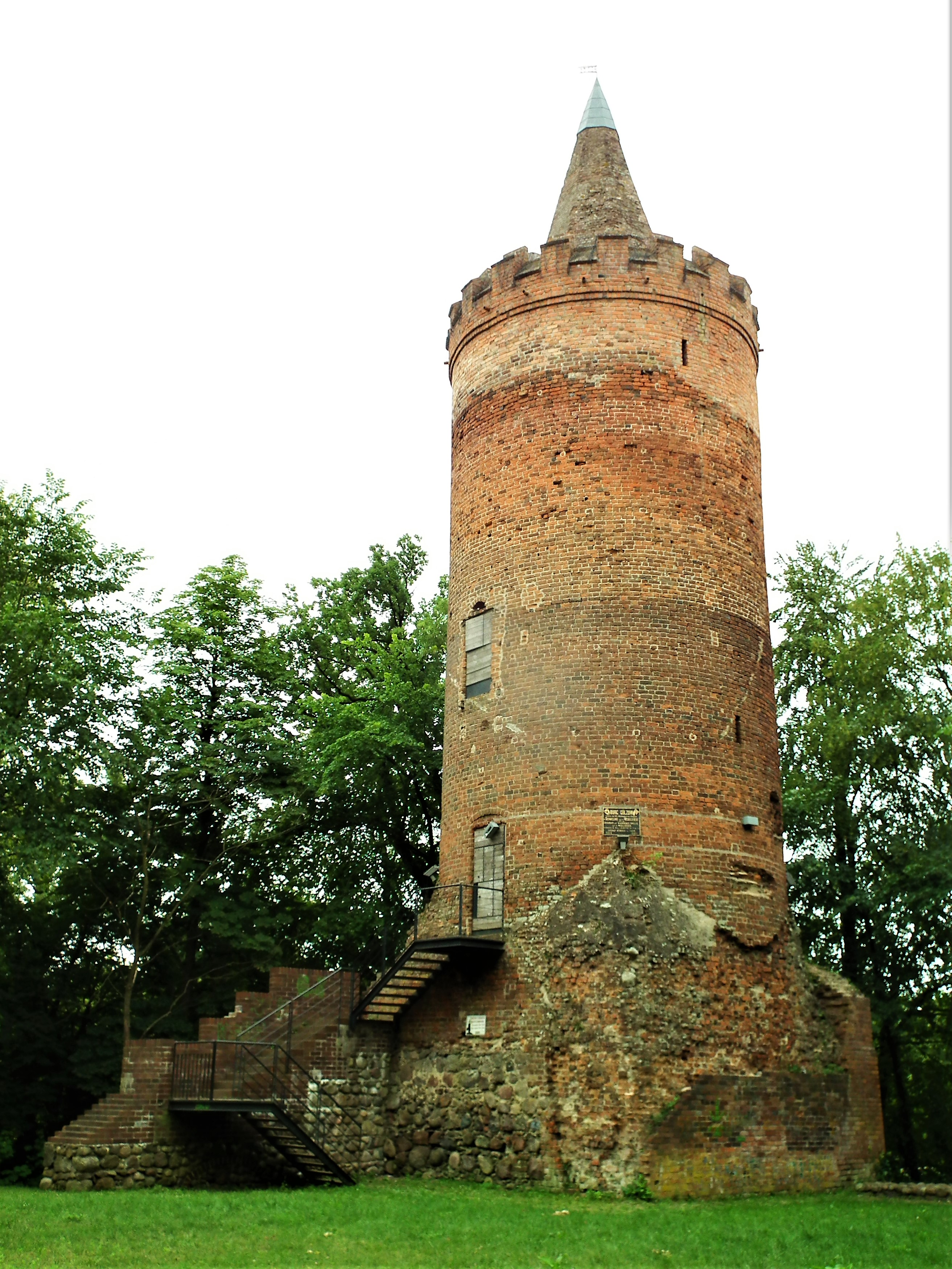
Wieża Zamkowa

- Przy skrzyżowaniu ulic Jedności Narodowej, Witosa i Zwycięstwa znajduje się XVI-wieczny kościół pw. św. Andrzeja Boboli. Tutejsza parafia jest siedzibą dekanatu.
- Przy wyjeździe z Golczewa w kierunku Przybiernowa stoi wysoka na 33 m baszta – pozostałość po zamku biskupów kamieńskich[20], z przełomu XIII/XIV w. Znajduje się na niej punkt widokowy, z którego roztacza się widok na Jezioro Szczucze i Jezioro Okonie oraz okolice Golczewa.

- zabudowa ryglowa z XVIII-XIX w. przy ul. Zwycięstwa
- studzienka na podzamczu z rzeźbą żaby w koronie[21]

### Współczesność
W mieście znajdują się: Samodzielny Publiczny Zakład Opieki Zdrowotnej w którym działają poradnie podstawowej opieki zdrowotnej, poradnia ginekologiczno-położnicza, poradnia chirurgiczna oraz gabinet fizjoterapii
Lecznica dla zwierząt, posterunek policji, dwa banki, urząd pocztowy. W mieście działają 3 placówki oświatowe: zespół szkół ogólnokształcących, gimnazjum oraz zespół szkolno-przedszkolny, w ramach którego działa szkoła podstawowa i przedszkole. Placówką kulturalną jest Miejska Biblioteka.

## Turystyka

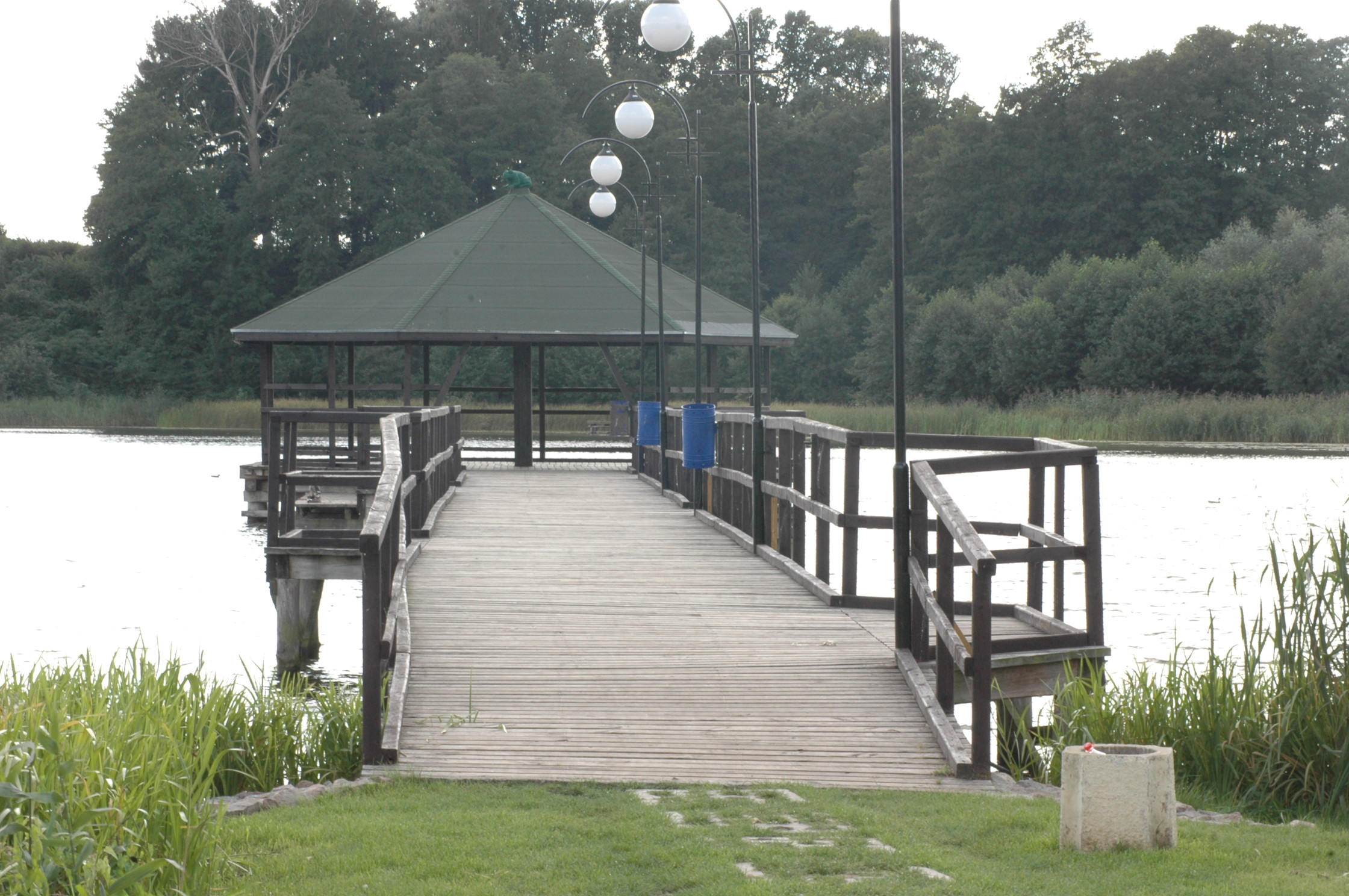
Molo na Jeziorze Szczuczym

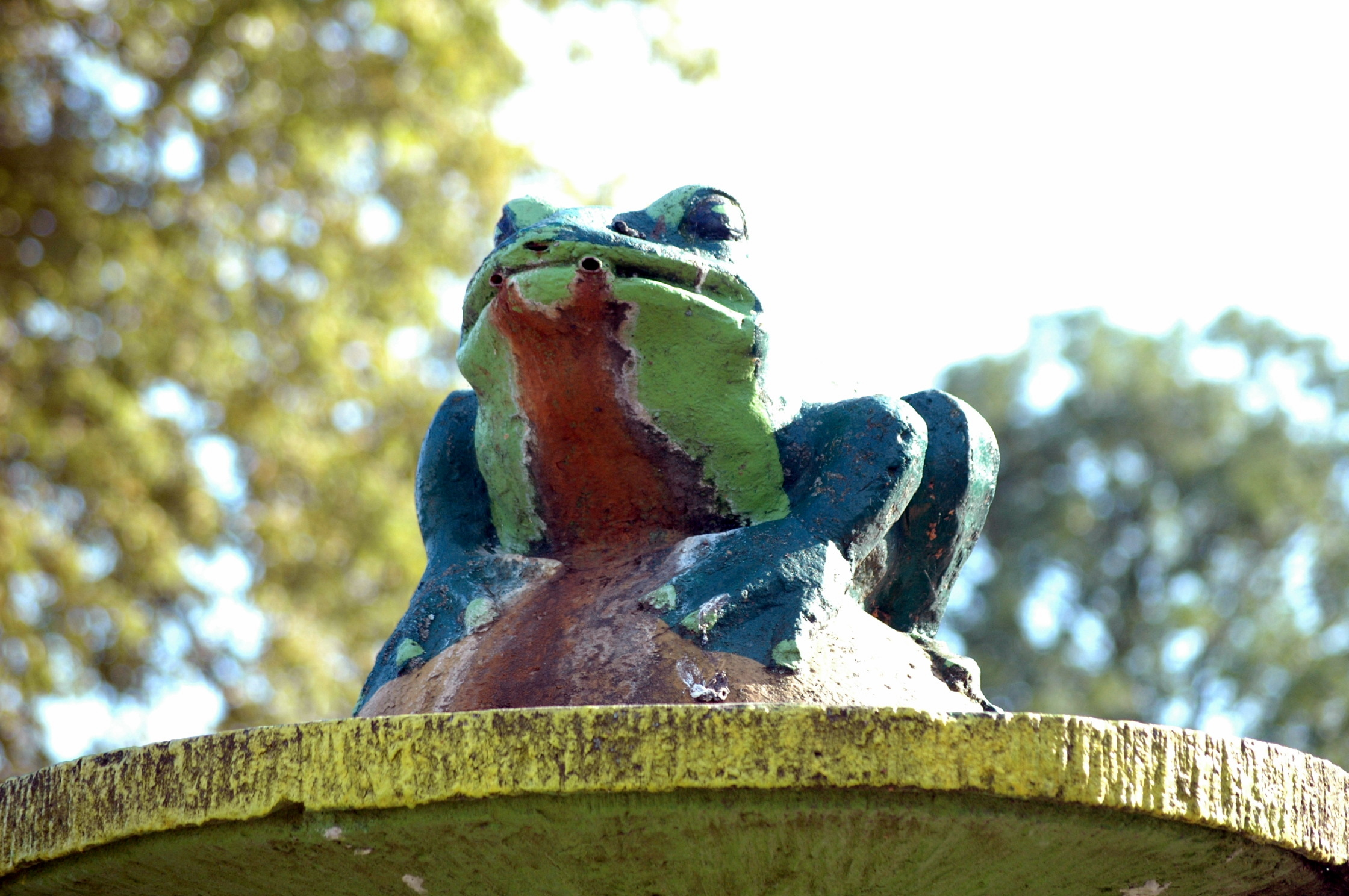
Golczewska żabka – symbol miasta

### Szlaki turystyczne
- „Szlak przez „Las Golczewski” (o długości 15,5 km, szlak okrężny: Golczewo – rezerwat przyrody „Golczewskie Uroczysko” – Jezioro Żabie – zespół przyrodniczo-krajobrazowy „Las Golczewski” – Kłęby (wschodni skraj wsi) – Jezioro Szczucze – Golczewo)
- „Szlak „Doliną Niemicy” (o długości 17,5 km, szlak okrężny: Golczewo – Jezioro Szczucze – Jezioro Okonie – Gadom – dolina Niemicy – Samlino – Gołogóra – Golczewo)

### Ochrona przyrody
W Golczewie rośnie 5 drzew uznanych za pomniki przyrody. Na ogródkach działkowych przy ul. Miodowej (działka nr 393) rosną 4 buki czerwone o obwodach od 347 do 356 cm. Na cmentarzu niemieckim na działce nr 199 rośnie brzoza brodawkowata o obwodzie 478 cm.
W obrębie gminy powołano trzy obszary przyrodniczo-krajobrazowe, których głównym celem jest zabezpieczanie wartościowych grup ekosystemów:
- rezerwat przyrody „Golczewskie Uroczysko” – 3 km na wschód-północny wschód
- zespół przyrodniczo-krajobrazowy „Las Golczewski” – 3 km na wschód-południowy wschód, a w nim
  - Widłakowy Las - gęsty kobierzec jałowców obejmuje około 25 hektarów[24]. Rośliny te rozwijają się na nieużytkach i rozprzestrzeniają się po pniach drzew, osiągając wysokość od 30 do 45 centymetrów[24].
- zespół przyrodniczo-krajobrazowy „Las Samliński” – 1,5 km na północny zachód

## Sport i rekreacja
Miejscowym zespołem piłki nożnej jest Ludowy Klub Sportowy „Iskra” Golczewo, utworzony 17 września 1946 roku. Zespół piłkarski posiada barwy klubowe zielono-niebiesko-żółte. Klub rozgrywa mecze na stadionie przy ulicy Krótkiej. W sezonie 2010/2011 „Iskra” Golczewo grała w A-klasie, grupie szczecińskiej. „Iskra” zajęła 1. miejsce przed Pomorzaninem Przybiernów i awansowała do klasy Okręgowej.

## Populacja
2019: 
1780-1939: 
1960, 1989, 1990: 
1960, 2004: 

## Demografia
Struktura demograficzna mieszkańców Golczewa według danych z 31 grudnia 2008:

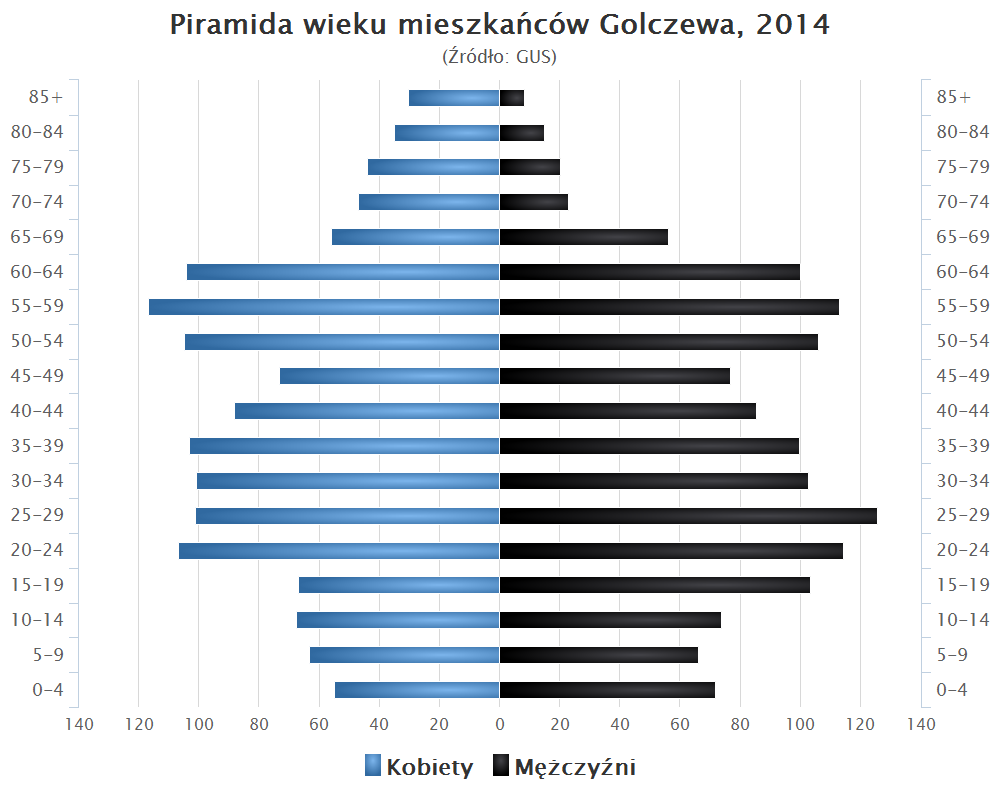
Piramida wieku mieszkańców Golczewa w 2014 roku

| Opis                                | Ogółem | Ogółem | Kobiety | Kobiety | Mężczyźni | Mężczyźni |
| ----------------------------------- | ------ | ------ | ------- | ------- | --------- | --------- |
| Jednostka                           | osób   | %      | osób    | %       | osób      | %         |
| Populacja                           | 2726   | 100    | 1397    | 51,25   | 1329      | 48,75     |
| Wiek przedprodukcyjny (0–17 lat)    | 541    | 19,85  | 256     | 9,39    | 285       | 10,45     |
| Wiek produkcyjny (18–65 lat)        | 1815   | 66,58  | 870     | 31,91   | 945       | 34,67     |
| Wiek poprodukcyjny (powyżej 65 lat) | 370    | 13,57  | 271     | 9,94    | 99        | 3,63      |

## Administracja

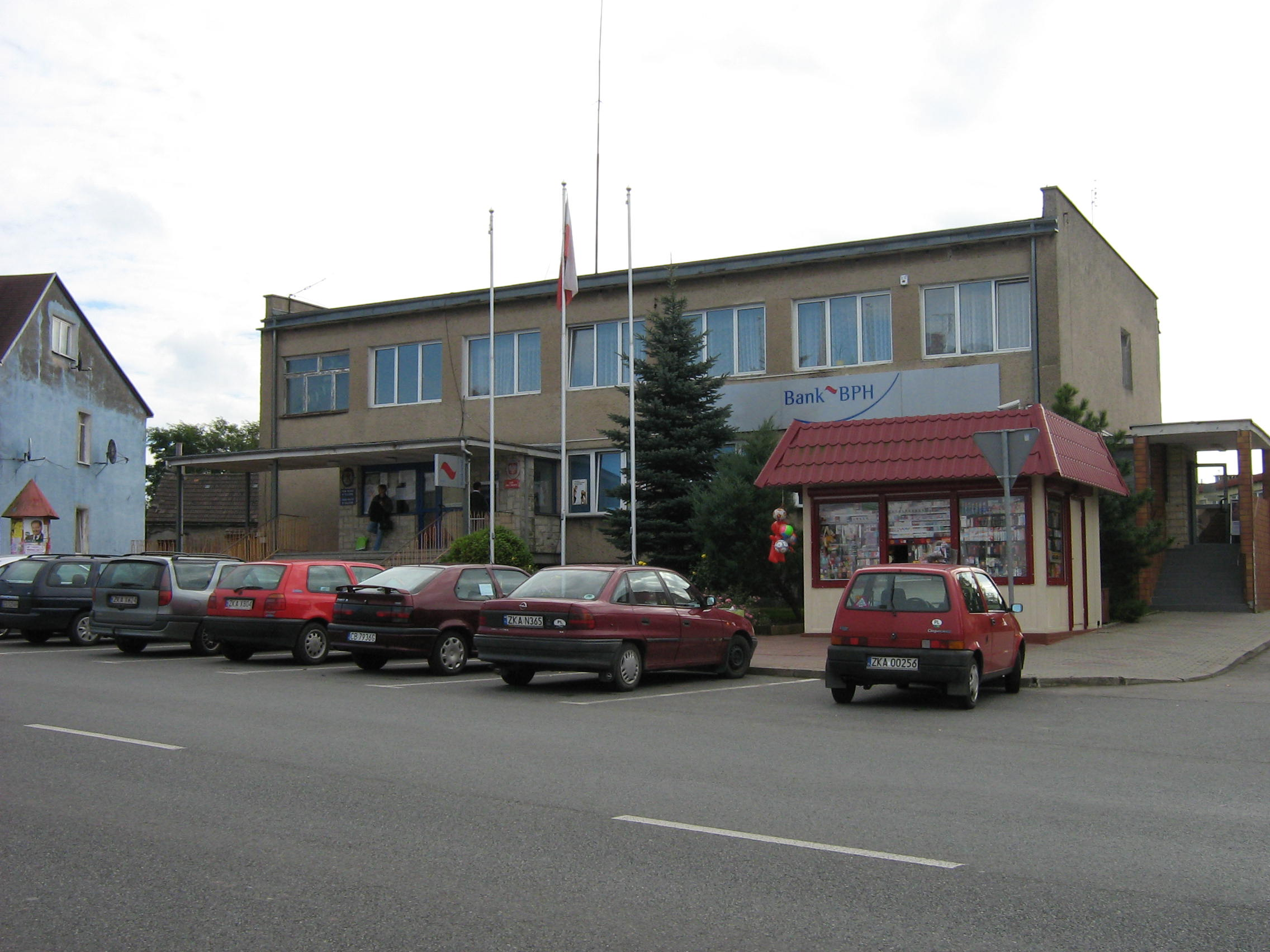
Siedziba Urzędu Miejskiego w Golczewie

Miasto jest siedzibą gminy miejsko-wiejskiej. W Radzie Miejskiej w Golczewie zasiada 15 radnych. Organem wykonawczym jest burmistrz. Siedzibą władz, jest urząd miejski przy ul. Zwycięstwa 23.
Burmistrzowie Golczewa:
- Janusz Domański (1990 – 2006)
- Andrzej Jan Danieluk (2006 – 2018)
- Maciej Zieliński (od listopada 2018)

Gmina Golczewo utworzyła jednostkę pomocniczą – „Osiedle Golczewo”, które obejmuje miejscowości: Golczewo, Golczewo-Gaj i Sosnowice. Mieszkańcy tych trzech miejscowości na zebraniu ogólnym wyłaniają zarząd osiedla oraz jego przewodniczącego.
Mieszkańcy Golczewa wybierają parlamentarzystów z okręgów wyborczych Szczecin, a posłów do Parlamentu Europejskiego z okręgu wyborczego nr 13.

## Miasta partnerskie
- Joachimsthal[32]
- Nohant-Vic[17]